# Iris Pavón
Iris Pavón (Villa María, Córdoba - septiembre de 1951) fue una escritora, poeta, periodista y activista feminista argentina, de ideas anarquistas. Actuó en el seno de la FORA y publicó un libro de poemas, Pasión de justicia.

## Biografía

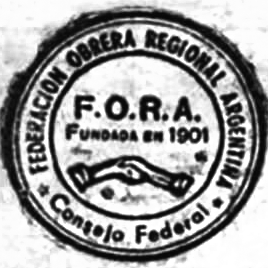
Iris Pavón actuó en el seno de la FORA entre 1930 y 1951.

Iris Pavón fue una periodista y activista anarquista, nacida en Villa María, Córdoba. En la década de 1930 se encuentra registrada su actuación como oradora en los actos que solicitaban la liberación de «los presos de Bragado» y en defensa de la república durante la Guerra civil española. 
En la década de 1940 integró la Agrupación Femenina Antiguerra, contra el militarismo y a favor de la paz. En ocasión del golpe de Estado de 1943 fue detenida varios meses en la cárcel de mujeres de Córdoba. 
Muere en septiembre de 1951. Dos años después de su muerte, la editorial Reconstruir publicó un libro de poemas de su autoría, con el título Pasión de justicia.

## Obras
- Pasión de justicia, 1953.